# دیک گاردنر
دیک گاردنر (انگلیسی: Dick Gardner; ۲۲ دسامبر ۱۹۱۳ – ۱۹۹۷ (۸۳−۸۴ سال)) بازیکن فوتبال اهل بریتانیا بود.
از باشگاه‌هایی که در آن بازی کرده‌است می‌توان به باشگاه فوتبال منچستر یونایتد اشاره کرد.